# Heinrich Carl Ludwig von Löwenstern
Baron Heinrich Carl Ludwig von Löwenstern (* 5. Dezember 1783 in Kuikatz, Gouvernement Livland, heute Estland; † 1. Juni 1843 in Reval) war Vizegouverneur des Gouvernements Estland.

## Herkunft
Er entstammte dem Adelsgeschlecht der Barone von Löwenstern und war Sohn des livländischen Gutsbesitzers, Hofgerichtsassessors und Sachsenweimarschen Geheimrates Baron Paul Ludwig Johann von Löwenstern (1752–1824) auf Brinckenhof, Sontack, Kuikatz, Wahlenhof, Groß-Köppo und Alt-Laitzen (Livland) und seiner Ehefrau Christina Friedrike geborene von Gersdorff aus dem Hause Schottenäs (1761–1847).

## Leben
Die Eltern Löwensterns, der Vater hatte bereits ab 1771 an der Georg-August-Universität Göttingen sein Studium begonnen, fühlten sich in den 1790er Jahren von der Weimarer Klassik angezogen und zogen 1797–1802 nach Weimar. Hier unterhielt die Mutter einen Salon, indem neben anderen auch der Herzog Karl August von Sachsen-Weimar und die Sängerin Karoline Jagemann verkehrten, während der Vater zwischen seinen Geschäften im Baltikum und in Weimar pendelte. Ludwig und sein Bruder besuchten daher zeitweilig das damals sehr angesehene Wilhelm-Ernst-Gymnasium Weimar. Nach dem Schulbesuch wurde er Junker bei der Garde in Sankt Petersburg und trat 1800 in den Diplomatischen Dienst des Russischen Kaiserreichs ein. Er war von 1801 bis 1810, zunächst als Translateur und ab 1808 als Hofrat, an der russischen Gesandtschaft am Pariser Hof tätig. Ab 1810 zurück in St. Petersburg wandte er sich der russischen Finanzverwaltung zu und arbeitete in der Schatzverwaltung, der Revision und Rechnungsprüfung sowie der Kanzlei des Finanzministeriums.
Danach wurde er nach Estland versetzt und war von 1816 bis 1842 Vizegouverneur von Estland und zwölfmaliger Zivilgouverneur. 1820 wurde er Mitglied des Russischen Staatsrates und 1826 zum Wirklichen Staatsrat ernannt, was mit der Verleihung des Sankt-Annen-Ordens 1. Klasse verbunden war.
Er war seit 1814 verheiratet mit Anna, geborene von Vietinghoff-Scheel (1795–1832).